# Jaala järv
Jaala järv är en sjö i Estland.   Den ligger i landskapet Ida-Virumaa, i den östra delen av landet, 160 km öster om huvudstaden Tallinn. Jaala järv ligger 46 meter över havet. Arean är 0,11 kvadratkilometer. I omgivningarna runt Jaala järv växer i huvudsak blandskog.